# Bajdieriakowo (obwód samarski)
Bajdieriakowo (ros. Байдеряково) – wieś (sieło) w Rosji, w obwodzie samarskim, w rejonie szygońskim. W 2010 liczyła 806 mieszkańców.